# 소감도
소감도(小甘島)는 조선민주주의인민공화국 평안북도 곽산군 천대리에 위치한 섬이다. 저어새의 집단 서식지이다.

## 같이 보기
- 조선민주주의인민공화국의 섬 목록